# Томас, Чарльз Аллен
Чарльз Аллен Томас (англ. Charles Allen Thomas, 15 февраля 1900, Скотт, Кентукки — 29 марта 1982, Олбани, Джорджия) — американский химик и бизнесмен, принимавший участие в Манхэттенском проекте. Член Национальной академии наук США (1948), Американской академии искусств и наук (1967). Один из первых членов Национальной инженерной академии США (1964).

## Биография
Чарльз Аллен Томас родился на ферме в округе Скотт, штат Кентукки, в семье служителя церкви Учеников Христа. Его отец умер, когда ему было шесть месяцев, и они с матерью переехали в Лексингтон, штат Кентукки, где жила его бабушка. В 16 лет он поступил в Трансильванский колледж, где получил степень бакалавра искусств в 1920 году. Затем он поступил в Массачусетский технологический институт, где в 1924 году получил степень магистра наук по химии.
В 1923 году Чарльз Кеттеринг и Кэрролл Хохвальт предложили Томасу работу химика-исследователя в General Motors. Вместе с Томасом Миджли он работал в составе научной группы, исследовавшей антидетонационные агенты. Впоследствии это позволило внедрить тетраэтилсвинец в качестве топливной присадки. Кроме того, в General Motors Томас работал над процессом извлечения брома из морской воды, и вместе с Миджли — над производством синтетического каучука из изопрена. Томас покинул General Motors в 1924 году и устроился на работу химиком-исследователем в совместное предприятие GM и Esso по производству и продаже присадок к бензину на основе тетраэтилсвинца.
Томас женился на Маргарет Стоддард Толботт, сестре Гарольда Элстнера Толботта, 25 сентября 1926 года. У них было четверо детей.
В том же году он и Хохвальт совместно основали Thomas & Hochwalt Laboratories в Дейтоне, штат Огайо, с Томасом в качестве президента компании. По заказам различных компаний их предприятие проводило разнообразные исследования, в числе которых была разработка холодостойких огнетушителей и средства для ускорения выдержки виски. Их работа привлекла внимание Эдгара Монсанто Куини, руководителя Монсанто, и он приобрёл Thomas & Hochwalt Laboratories за 1,4 миллиона долларов в 1936 году. Томас возглавил исследовательский центр Monsanto в Сент-Луисе, штат Миссури.
Дальнейшая карьера Томаса связана с компанией Monsanto — он стал членом совета директоров в 1942 году, вице-президентом в 1943 году, исполнительным вице-президентом в 1947 году, президентом в 1950 году и, в конечном итоге, председателем совета директоров с 1960 по 1965 год. Кроме того, занимал пост председателя финансового комитета Monsanto с 1965 по 1968 год. Он вышел на пенсию в 1970 году.
На пенсии Томас управлял семейной фермой площадью 6 100 га недалеко от Олбани, штат Джорджия. Он нанял 50 сотрудников и выращивал арахис, орехи пекан, сою, кукурузу и древесину для лесоматериалов. Его первая жена умерла в 1975 году, и он женился на Маргарет Чендлер Портер в 1980 году. Он умер на своей ферме 29 марта 1982 года.

## Научный вклад
Научные интересы Томаса были сосредоточены на химии углеводородов и полимеров. При изучении химических реакций алкенов и диенов, особенно в присутствии хлорида алюминия как катализатора, он разработал протонную теорию хлорида алюминия. Эта теория помогла объяснить множество химических реакций, включая крекинг, полимеризацию и дегидрирование. В 1941 году он опубликовал книгу «Безводный хлорид алюминия в органической химии».

## В Манхэттенском проекте
В декабре 1942 года, во время Второй мировой войны, Томас присоединился к Национальному исследовательскому комитету по вопросам обороны (NDRC). Его задачи в NDRC были связаны с топливами и взрывчатыми веществами.
В начале 1943 года он вместе с Ричардом Толменом и Джеймсом Конантом присутствовал при демонстрации нового подводного взрывного устройства. Конант и Толмен воспользовались возможностью, чтобы незаметно исследовать прошлое Томаса. Затем Томаса пригласили в Вашингтон, округ Колумбия, где он встретился с бригадным генералом Лесли Гровсом, директором Манхэттенского проекта.
Томасу предложили должность заместителя Роберта Оппенгеймера в Лос-Аламосе, но он не хотел переезжать с семьёй или покидать Monsanto. Вместо этого Томас взял на себя роль координатора работ по очистке и производству плутония, проводимых в Лос-Аламосе, Металлургической лаборатории Чикагского университета, Радиационной лаборатории в Беркли и Эймсской лаборатории в Айове.
Поскольку свойства плутония в это время были недостаточно изучены, были опасения по поводу необходимой степени его очистки. Эксперименты группы Эмилио Сегре в Лос-Аламосе с плутонием, произведенным в реакторе, показали, что он содержит примеси в виде изотопа плутония-240, имеющего гораздо более высокую скорость спонтанного деления, чем плутоний-239.
Томас посетил серию совещаний в Чикаго с Конантом, Гровсом, Артуром Комптоном, Кеннетом Николсом и Энрико Ферми. Поскольку решение по разделению изотопов не было найдено, было принято решение о том, что конструкция будущей бомбы не будет требовать плутония высокой чистоты. Проект по очистке плутония был закрыт, а Томас переключился на задачу очистки полония для нейтронного детонатора.
Промышленную площадку по очистке полония Томас организовал в здании театра Runnymede Playhouse на территории семейного поместья своей жены в богатой жилой части Оквуда, пригорода Дейтона. Он пообещал городскому совету Оквуда, что вернет здание театра в неприкосновенности после войны, но он не смог сдержать это обещание, потому что здание подверглось слишком сильному радиоактивному загрязнению. Объект, также известный как Дейтонский блок IV, использовался для ядерных работ до 1949 года. В 1950 году здание было разобрано, радиоактивные обломки захоронены в Ок-Ридже, штат Теннесси.
Томас был одним из многих учёных, присутствовавших при ядерном испытании Тринити 16 июля 1945 года. За свою работу над проектом он получил Медаль за заслуги от президента Гарри Трумэна в 1946 году.